# 萬美玲
萬美玲（1969年9月25日—），中華民國政治人物，中國國民黨籍，現任立法委員，中國國民黨立法院黨團副書記長。
曾任五屆桃園市議會議員。2018年在議員連任奪得選區最高票後，2020年擊敗尋求連任的民主進步黨籍立法委員鄭寶清；2024年擊敗民進黨籍桃園市前議員范綱祥，得票數以全市史上最高票連任，超越2020年的趙正宇。

## 面臨罷免
在2025年初，她被當區選民提出要罷免。
罷免團體批評，萬美玲被爆學歷來自中國統戰部隸屬的學校，卻在曝光後將資料刪除，隱瞞真相；她連署將中國配偶拿身分證年限從 6 年改為 4 年，直接威脅臺灣社會結構的安全穩定。此外，她也透過家長會與里長系統綁樁，控制地方團體，打壓利益衝突的選民聲音。另外，有人在《自由時報》投稿，批評黃美玲是只知跟隨黨意投票的機器。選前她自稱教育立委，選後卻凍結國家最高學術研究機構中央研究院三成預算、刪除六成業務費。立院職權修法爭議期間，她從未和選區民眾溝通，面對程序粗暴、違憲質疑，更在議場中瞎挺國民黨意，令人失望。
罷免萬美玲志工在推動罷免時曾經遭遇鬧場，例如，有民眾上門踢館，稱志工都是收錢辦事，還說自己要應徵。

## 選舉紀錄
| 年度 | 選舉屆數               | 選舉區           | 所屬政黨   | 得票數  | 得票率 | 當選標記   | 備註 |
| ---- | ---------------------- | ---------------- | ---------- | ------- | ------ | ---------- | ---- |
| 2002 | 第十五屆桃園縣議員選舉 | 桃園縣第一選舉區 | 親民黨     | 4,518   | 4.56%  |            |      |
| 2005 | 第十六屆桃園縣議員選舉 | 桃園縣第一選舉區 | 親民黨     | 12,310  | 8.09%  |            |      |
| 2009 | 第十七屆桃園縣議員選舉 | 桃園縣第一選舉區 | 中國國民黨 | 18,824  | 6.97%  |            |      |
| 2014 | 第一屆桃園市議員選舉   | 桃園市第一選舉區 | 中國國民黨 | 16,724  | 9.30%  |            |      |
| 2018 | 第二屆桃園市議員選舉   | 桃園市第一選舉區 | 中國國民黨 | 23,901  | 12.62% |            |      |
| 2020 | 第十屆立法委員選舉     | 桃園市第四選舉區 | 中國國民黨 | 102,763 | 49.11% |            |      |
| 2024 | 第十一屆立法委員選舉   | 桃園市第四選舉區 | 中國國民黨 | 119,430 | 55.46% | 全市最高票 |      |

## 爭議

### 學歷統戰爭議
她擁有廣州暨南大學學位，但2025年教育部部長鄭英耀禁止國內大學與中國統戰部直接管轄的學校交流合作，未來教育部也不會採認這些學校的學歷。

## 外部連結
- 桃園市議會萬美玲議員[]
- 萬美玲的Facebook專頁
- YouTube上的萬美玲頻道